# Вершинин, Георгий Александрович
Георгий Александрович Вершинин (род. 16 ноября 1939, Мыски, Новосибирская область) — советский борец классического стиля, чемпион и призёр чемпионатов СССР, призёр чемпионата Европы, мастер спорта СССР международного класса (1966), Заслуженный тренер СССР (1976).

## Биография
Увлёкся борьбой в 1957 году. В 1959 году выполнил норматив мастера спорта СССР. Участвовал в восьми чемпионатах СССР. В 1971 году оставил большой спорт. Тренер сборной команды СССР с 1971 года. Более 30 лет работал тренером ЦСКА. За это время подготовил 10 чемпионатов мира.

## Спортивные результаты
- Классическая борьба на летней Спартакиаде народов СССР 1963 года — ;
- Чемпионат СССР по классической борьбе 1964 года — ;
- Чемпионат СССР по классической борьбе 1966 года — ;
- Классическая борьба на летней Спартакиаде народов СССР 1967 года — ;
- Чемпионат СССР по классической борьбе 1969 года — ;

## Известные воспитанники
- Кавкаев, Анатолий Петрович — чемпион СССР и Европы, мастер спорта СССР международного класса;
- Мустафин, Фаргат Ахатович — чемпион СССР, Европы и мира, призёр Олимпийских игр, Заслуженный мастер спорта СССР;
- Алиев, Александр Кисметович — чемпион СССР, призёр чемпионата мира;
- Нецветаев, Владимир Петрович — призёр чемпионата Европы;
- Корбан, Геннадий Владимирович — чемпион СССР, Европы, мира, Олимпийских игр, Заслуженный мастер спорта СССР;